# لي تو تان هيونغ
لي تو تان هيونغ هو لاعب كرة قدم فيتنامي في مركز الهجوم، ولد في 1991 في فيتنام. شارك مع منتخب فيتنام لكرة القدم للسيدات.

## وصلات خارجية
- لي تو تان هيونغ على موقع Soccerway.com (الإنجليزية)